# Carolina and Northwestern Railway
Le Carolina and North-Western Railway (CAR&NW) est un ancien chemin de fer américain de classe I qui desservait la Caroline du Sud et la Caroline du Nord; il apparut à la fin du XIXe siècle et finit par être absorbé par le Southern Railway juste avant le début de la Seconde Guerre mondiale.

## Histoire
Les origines de cette compagnie remontent au Kings Mountain Railroad qui reliait Chester, Caroline du Sud à York, Caroline du Sud avant la Guerre Civile. Le Kings Mountain Railroad débuta en 1855, mais fut détruit par l'Armée de l'Union au cours d'affrontements menés contre l'Armée des États confédérés. La ligne ne fut pas reconstruite après le conflit.
Le tracé fut laissé à l'abandon durant presque 8 ans, jusqu'à la création du Chester and Lenoir Narrow Gauge Railroad en 1873. En l'espace d'une décennie, le Chester & Lenoir prolongea la ligne jusqu'à Lenoir, Caroline du Nord. Avec plus de 193 km, le Chester & Lenoir était le plus long chemin de fer à voie étroite des deux Carolines.
Au cours des décennies qui suivirent, le Chester & Lenoir fonctionna sous l'égide du Richmond and Danville Railroad.
Lorsque le Richmond & Danville fut réorganisé en Southern Railway en 1894, le Chester & Lenoir retrouva son indépendance mais pour peu de temps. En 1896, il fut mis sous séquestre, et l'année suivante il fut réorganisé sous le nom de Carolina & North-Western Railway. Bien que techniquement contrôlé par le Southern, ce petit transporteur régional, plus que tout autre au sein de la famille du Southern Railway, fut autorisé à fonctionner de façon pratiquement autonome.
En 1902, le Carolina & North-Western Railway fut converti à l'écartement standard, et il prit des parts majoritaires dans un chemin de fer forestier, le Caldwell & Northern, lequel reliait Lenoir à  Colletsville, North Carolina. En 1906, la ligne du CAR&NW atteignit presque 241 km, grâce à son extension jusqu'à Edgemont, Caroline du Nord; elle permettait de faciliter l'accès aux exploitations forestières, situées dans les montagnes au nord et à l'ouest de Hickory, Caroline du Nord. La ligne partait de Chestnut Knot puis remontait l'Upper Creek presque jusqu'à sa source; puis elle allait vers la région de Linville Gorge.
En 1912, de nouveaux ateliers furent construits à Hickory, et en l'espace de 10 ans, ils produisirent une locomotive.
Une grosse inondation, qui eut lieu dans cette région en 1916, endommagea beaucoup de voie et balaya presque toute la ville de Mortimer (située au sud-est d'Edgemont). De nombreuses compagnies forestières choisirent d'abandonner la région puisque la plupart des bois avaient été abattus. Le CAR&NW se retrouva sans clients importants. L'exploitation forestière finit par s'arrêter définitivement en 1925.
À la même période, le Model T construit à grande échelle par Ford, devenait de plus en plus populaire, si bien que le service voyageur du CAR&NW commença à dégringoler. En février 1937, la compagnie déposa une requête auprès de l'Interstate Commerce Commission pour abandonner son service voyageur entre Lenoir et Edgemont. Sur ce même trajet, le service marchandise fut assuré durant presque un an, mais finit par être lui aussi abandonné en 1938.
Au cours des années 1920 et 1930, la compagnie reçut le surnom de "Can't & Never Will" au cause de ces nombreux projets d'extensions qui ne virent jamais le jour.
La compagnie fit banqueroute en 1938. La ligne continua ses opérations entre Lenoir et Hickory, grâce à son rachat par le Southern Railway en 1940.
Le service voyageur fut supprimé en 1947. Dès 1948, la compagnie abandonna totalement la vapeur au profit du moteur diesel. La Carolina & North-Western fut l'une des toutes premières compagnies ferroviaires entièrement diésélisée dans le sud-est.
Lorsque le Southern Railway se réorganisa en juillet 1951, il attribua l'exploitation du Yadkin Railroad à sa division Carolina and North-Western.